# Anping, Hengshui
Anping är ett härad som lyder under Hengshuis stad på prefekturnivå i Hebei-provinsen i norra Kina.